# Wolgash
Wolgash ou Vologash fut un roi de Hatra, une ancienne ville située dans l'actuel Irak. Il est connu grâce à plus de 20 inscriptions retrouvées à Hatra et régna d'environ 140 à 180 apr. J.-C. Fils de Nasru, qui régna d’environ 128 à 140 apr. J.-C., il fut l'un des premiers souverains de Hatra à se désigner lui-même sous le titre de mlk (« roi »), mais il porte également le titre de mry' (« seigneur »). Les deux titres sont aussi attestés pour son frère Sanatruq I. Il est incertain s'ils ont régné ensemble et adopté le titre de roi à un moment de leur règne ou si Sanatruq a succédé à Wolgash. Son successeur fut soit son frère, soit son neveu Abdsamiya.